# AA Leporis
Désignations
AA Leporis, abrégée en AA Lep, également nommée IRAS 05521-2242, est une étoile carbonée ainsi qu'une variable de type Mira de la constellation du Lièvre. Sa magnitude apparente moyenne est de +9.91, elle n'est pas visible à l’œil nu mais elle peut être difficilement aperçue avec un petit télescope. Selon la mesure annuelle de sa parallaxe par le satellite Gaia,  l'étoile se situe à ~9 010 al (~2 760 pc) de la Terre. 